# Order Zasługi Pracy (Brazylia)
Order Zasługi Pracy, w 2007 przemianowany na Order Zasługi Pracy Getúlia Vargasa (port. Ordem do Mérito do Trabalho Getúlio Vargas) – brazylijskie resortowe odznaczenie.
O jego powstaniu ogólnie zadecydowano w dekrecie prezydenta Eurica Gaspara Dutrę z 22 sierpnia 1950, gdy postanowiono, że minister pracy, przemysłu i handlu będzie miał prawo do nadawania wyróżnień pracownikom i pracodawcom, którzy wyróżnili się zasługując na uznanie narodowe w przemyśle, handlu lub podobnej działalności. 
Order faktycznie został ustanowiony 17 listopada 1965 przez prezydenta Humberta de Alencara Castela Branca, kiedy to order otrzymał swoją właściwą nazwę, podział na klasy itp.
W 2007 order ten zyskał patrona – został nim prezydent Getúlio Vargas, którego imię i nazwisko włączono do nazwy orderu.
Od 1968 jest podzielony na pięć klas, z limitami odznaczonych Brazylijczyków w najwyższych klasach:
- I klasa – Krzyż Wielki (Grã-Cruz), 150 osób;
- II klasa – Wielki Oficer (Grande Oficial), 250 osób;
- III klasa – Komandor (Comendador), 400 osób;
- IV klasa – Oficer (Oficial), bez limitów;
- V klasa – Kawaler (Cavaleiro), bez limitów.

Wcześniej order podzielony był na trzy stopnie:
1. Wielka Zasługa (Grande Mérito);
2. Specjalna Zasługa (Mérito Especial);
3. Zasługa (Mérito).

Order obecnie jest nadawany przez ministra pracy i ubezpieczeń społecznych z przeznaczeniem dla Brazylijczyków oraz obcokrajowców. Jest przyznawany:
1. tym, którzy wykazali się znaczącymi zasługami dla kraju;
2. tym, którzy znacząco wyróżnienili się w wykonywaniu swojego zawodu;
3. pracownikom, pracodawcom, urzędnikom, członkom wspólnot religijnych i osobistościom, które poprzez swoje wysiłki w tworzeniu lub dystrybucji usług użyteczności publicznej, w pracy i produkcji, stały się wzorami dla wspólnoty;
4. pracodawcom szeroko współpracującym przy inicjatywach mających na celu dobro społeczne swoich pracowników i społeczności;
5. tym, którzy się zaangażowali i odnieśli sukces w walce o większą produktywność;
6. tym, którzy wykazali się wyjątkową i wybitną działalnością związkową w wysokim sensie współpracy z państwem, dla osiągnięcia pokoju społecznego i jego rozwoju we wszystkich dziedzinach;
7. tym, którzy wyróżnili się w zachęcaniu do szkolenia zawodowego, higieny i bezpieczeństwa pracy oraz w podnoszeniu bezpieczeństwa społecznego;
8. tym, którzy okazali się wyjątkowo uzdolnieni w służbie publicznej;
9. tym, którzy zasłużyli się wybitnie ze względu na swoją kulturę, zdolności naukowe i techniczne;
10. tym, którzy w jakikolwiek sposób przyczynili się znacząco prestiżu Brazylii za granicą, w wyżej wspomnianych sprawach.

Wielkim mistrzem orderu jest urzędujący prezydent Brazylii, a minister pracy i ubezpieczeń społecznych jest kanclerzem orderu i stoją oni na czele kapituły orderu. Odznaczonymi z urzędu Krzyżem Wielkim są ww. prezydent i minister, a pozostali członkowie kapituły orderu są odznaczani – z chwilą objęcia funkcji – klasą orderu odpowiednią do zajmowanego przez nich stanowiska służbowego.